# Санкт-Петербурзький Беда
Санкт-Петербурзький Беда раніше відомий як Ленінградський Беда (лат. Beda Petersburgiensis) — англосаксонський ілюмінований рукопис, прикрашений мініатюрами, орнаментом, заставками, найбільш рання версія історичної праці VIII століття Церковна історія народу англів (лат. Historia ecclesiastica gentis Anglorum) авторства Беди Преподобного. Рукопис зберігається в Російській національній бібліотеці в Санкт-Петербурзі (lat. Q. v. I. 18), куди була передана під час Французької революції Петром Петровичем Дубровським.

## Опис
Рукопис написаний на пергаменті. Містить 162 фоліо (пронумеровано 161, проте фоліо 51 зустрічається двічі). Сторінки в середньому приблизно по 270×190 мм, де тексту займає 230×150 мм в двох стовпчиках по 27 рядків.